# Brendan Canty (wielrenner)
Brendan Canty (Frankston, 17 januari 1992) is een Australisch wielrenner die in 2018 reed voor Team EF Education First-Drapac p/b Cannondale.

## Carrière
In 2014 nam Canty, als stagiair bij Drapac, deel aan de Ronde van Utah. In deze Amerikaanse etappekoers eindigde op de vijftigste plek in het algemeen klassement, wat hem de tiende plaats in het jongerenklassement opleverde. In 2015 reed Canty voor Team Budget Forklifts. Al vroeg in het seizoen liet hij zich enkele malen van voren zien door achttiende te worden in de eerste Cadel Evans Great Ocean Road Race en zevende te worden in het eindklassement van de Herald Sun Tour. Later dat jaar werd hij nog onder meer elfde in zowel het eindklassement van de Grote Prijs van Saguenay als die van de Tour de Beauce, waar hij ook de individuele tijdrit won. Vanwege zijn goede prestaties mocht hij vanaf september voor de tweede maal stage lopen bij Drapac. Tijdens deze stageperiode reed hij onder meer voor de tweede maal de Ronde van Utah, waar hij ditmaal op de achttiende plaats in het algemeen klassement eindigde. Zijn laatste wedstrijd tijdens zijn stage was de Ronde van Abu Dhabi, waar hij dertiende werd in het eindklassement en vierde in het jongerenklassement.
In 2016 werd Canty prof bij Drapac, de ploeg waar hij in zowel 2014 als 2015 al stage liep. Zijn eerste wedstrijdkilometers maakte hij tijdens het nationaal kampioenschap, waar hij bijna vijf minuten achter winnaar Jack Bobridge als elfde over de streep kwam. In februari nam hij deel aan de Ronde van Oman, waar hij in de vierde etappe, met aankomst op de Djabal Achdar, als achtste bovenkwam. Door deze prestatie eindigde hij op de zevende plek in het algemeen klassement en schreef hij het jongerenklassement op zijn naam. Twee weken later werd hij elf seconden achter Sean Lake tweede op het Oceanisch kampioenschap op de weg. In juli behaalde Canty zijn eerste profoverwinning door in de Ronde van Oostenrijk in de derde etappe, met aankomst heuvelop in Sonntagberg, Markus Eibegger elf seconden voor te blijven. Door zijn overwinning steeg Canty naar de tweede plaats in het algemeen klassement, op slechts vier seconden van Eibegger. Deze positie zou de Australiër in de overige vier etappes niet weten vast te houden, waardoor hij uiteindelijk achtste werd met bijna drieënhalve minuut achterstand op winnaar Jan Hirt. Zijn eerste profseizoen sloot Canty af met de Ronde van Portugal, waarin hij op plek 36 eindigde. In oktober werd bekend dat hij in 2017 zou gaan rijden voor Cannondale-Drapac Professional Cycling Team.
In januari 2017 werd hij zesde op het nationale kampioenschap tijdrijden, waar Rohan Dennis vier minuten sneller was. Drie dagen later sprintte hij naar de zevende plaats in de wegwedstrijd. In de Cadel Evans Great Ocean Road Race eindigde hij in de eerste groep, op de twintigste plek.

## Overwinningen
2015
3e etappe deel A Tour de Beauce
2016
Jongerenklassement Ronde van Oman
3e etappe Ronde van Oostenrijk

## Resultaten in voornaamste wedstrijden
| Jaar | Ronde van Italië | Ronde van Frankrijk | Ronde van Spanje |
| ---- | ---------------- | ------------------- | ---------------- |
| 2017 |                  |                     | 113e             |

| Jaar | Amstel Gold Race | Ronde van Lombardije | Waalse Pijl |  | Wereldranglijsten |
| ---- | ---------------- | -------------------- | ----------- |  | ----------------- |
| 2017 | 106e             | 85e                  | 85e         |  | 309e (UWT)        |

## Ploegen
- 2014 –  Drapac Professional Cycling (stagiair vanaf 1-8)
- 2015 –  Team Budget Forklifts
- 2015 –  Drapac Professional Cycling (stagiair vanaf 1-9)
- 2016 –  Drapac Professional Cycling
- 2017 –  Cannondale Drapac Professional Cycling Team
- 2018 –  Team EF Education First-Drapac p/b Cannondale

Anderson · Cantwell · Clarke · Crawford · Goesinnen · Hucker · Johnson · Kerby · Lapthorne · Meyer · Norris · Palmer · Phelan · Rudolph · W.Sulzberger · B.Sulzberger · Wippert · Canty (stagiair)
Brown · Clarke · Girdlestone · Hucker · Jones · Kerby · Kohler · Koning · Lapthorne · Meyer · Norris · Peterson · Phelan · Roe · Rudolph · Spokes · Sulzberger · Wippert · Canty (stagiair) · Evans (stagiair)
Brown · Canty · Clarke · Earle · Evans · Jones · Kerby · Koning · Lowndes · Mannion · Meyer · Mouris · Norris · Phelan · Roe · Scully · Spokes · Sulzberger
van Baarle · Bettiol · Bevin · Brown · Canty · Carthy · S. Clarke · W. Clarke · Craddock · Dombrowski · Formolo · Howes · Koren · Langeveld · Mullen · Phinney · Rolland · Scully · Skujiņš · Slagter · Talansky · Urán · Van Asbroeck · Vanmarcke · Villella · Wippert · Woods · Monk (stagiair)
Breschel · Brown · Canty · Cardona · Carthy · S. Clarke · W. Clarke · Craddock · Docker · Dombrowski · Howes · Langeveld · Magnusson · Martínez · McLay · Modolo · Moreno · Owen · Phinney · Rolland · Scully · Urán · Van Asbroeck · Vanmarcke · Woods